# Khoratosuchus
Khoratosuchus is een geslacht van uitgestorven reptielen uit de Neosuchia, een onderverdeling van de Crocodylomorpha, een groep waartoe ook krokodilachtigen behoren. Het geslacht kwam zo'n 100 miljoen jaar geleden voor in het huidige Thailand. De enige bekende soort is Khoratosuchus jintasakuli. Het specimen vertoont gelijkenissen met leden van de Neosuchia uit China en Europa en wijst op een mogelijk sterke verwantschap tussen de Zuidoost-Aziatische, Chinese en Europese leden van de Neosuchia uit het laat-krijt.

## Kenmerken
K. jintasakuli leefde waarschijnlijk van vis. Hij had langere poten dan de moderne krokodillensoorten. De schedel van het fossiel was ruim 15 centimeter lang. Hij was een landdier en kon waarschijnlijk hard rennen.

## Naamgeving
De soort is vernoemd naar de Thaise provincie Korat, waar het fossiel werd gevonden, en naar Pratueng Jintasakul, de directeur van het Northeastern Research Institute of Petrified Wood and Mineral Resources.